# Takiya Ryo
Ryo Takiya (瀧谷 亮 Takiya Ryō, sinh ngày 16 tháng 2 năm 1994) là một cầu thủ bóng đá người Nhật Bản. Anh thi đấu cho Kataller Toyama.

## Sự nghiệp
Ryo Takiya gia nhập câu lạc bộ tại J2 League FC Gifu năm 2016.

## Thống kê câu lạc bộ
Cập nhật đến ngày 20 tháng 2 năm 2017.
| Thành tích câu lạc bộ | Thành tích câu lạc bộ | Thành tích câu lạc bộ | Giải vô địch | Giải vô địch | Cúp                   | Cúp                   | Tổng cộng | Tổng cộng |
| Mùa giải              | Câu lạc bộ            | Giải vô địch          | Số trận      | Bàn thắng    | Số trận               | Bàn thắng             | Số trận   | Bàn thắng |
| Nhật Bản              | Nhật Bản              | Nhật Bản              | Giải vô địch | Giải vô địch | Cúp Hoàng đế Nhật Bản | Cúp Hoàng đế Nhật Bản | Tổng cộng | Tổng cộng |
| --------------------- | --------------------- | --------------------- | ------------ | ------------ | --------------------- | --------------------- | --------- | --------- |
| 2016                  | FC Gifu               | J2 League             | 26           | 4            | 0                     | 0                     | 26        | 4         |
| Tổng                  | Tổng                  | Tổng                  | 26           | 4            | 0                     | 0                     | 26        | 4         |